# Pietro Guarneri
Pietro Guarneri (Cremona, 14 april 1695 - Venetië, 4 april 1762), ook wel Pietro da Venezia genoemd, was een Italiaans vioolbouwer uit de vioolbouwersfamilie Guarneri.
Pietro Guarneri was de zoon van Giuseppe Giovanni Guarneri. 
Hij verliet Cremona in 1717 en vestigde zich in Venetië. Daar versmolt hij de Cremonese en de Venetiaanse vioolbouwtechniek, en werkte vermoedelijk samen met Domenico Montagnana en Tononi. Zijn eerste bekende instrumenten uit Venetië dateren uit 1730. Slechts enkele van zijn instrumenten zijn bewaard gebleven. Zij zijn even kostbaar als die van zijn vader en oom. 
Een door Pietro gebouwde cello werd bespeeld door celliste Beatrice Harrison.